# Iwan Switlytschnyj

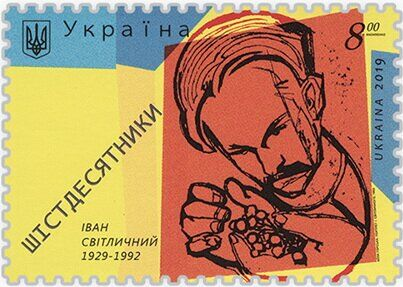
Briefmarken der Ukraine, 2019, Iwan Switlytschnyj

Iwan Oleksijowytsch Switlytschnyj (ukrainisch Іва́н Олексі́йович Світли́чний; * 20. September 1929 in Polowynkyne, Ukrainische SSR; † 25. Oktober 1992 in Kiew, Ukraine) war ein ukrainischer Literaturkritiker, Dichter, Übersetzer, Menschenrechtsaktivist und Dissident, Vertreter der Sechziger.

## Leben
Iwan Switlytschnyj war das Kind von Kolchosenarbeitern. Seine Mutter musste während des Holodomor im Donbas arbeiten, damit die Familie nicht verhungerte. Ab 1937 besuchte er die Schule seines Heimatdorfes. 1947 schloss er die Schule in Starobilsk mit Auszeichnung ab und studierte im Anschluss Philologie an der Fakultät für ukrainische Sprache und Literatur an der Universität Charkow. Bereits als Student begann er kritische Artikel zu schreiben, die in Zeitschriften in der Ukraine veröffentlicht wurden. Ab 1952 arbeitete er unter anderem als Redakteur, als wissenschaftlicher Mitarbeiter des Instituts für Literatur sowie als Forscher in der Wörterbuch-Abteilung des Instituts für Linguistik der Akademie der Wissenschaften der ukrainischen SSR. 1965 wurde ihm die Arbeitsstelle gekündigt und er wurde wegen „nationalistischer Aktivitäten“ verhaftet und acht Monate inhaftiert, da er die Werke von Wassyl Symonenko (Василь Андрійович Симоненко 1935–1963) ins Ausland schmuggeln wollte.
1968 war er einer der Initiatoren des Protestbrief 139, einem offenen Brief, in dem sich 139 prominente Wissenschaftler und Kulturschaffende von Kiew aus an die Sowjetführung wandten und die Einhaltung von Demokratie und Rechtsnormen sowie den Abbruch der Praxis illegaler politischer Prozesse gegen Dissidenten forderten.
Am 13. Januar 1972 verhaftete man ihn wegen Verteilung von Samisdat und verurteilte ihn, gemeinsam mit Jewhen Swerstjuk, zu sieben Jahren Zwangsarbeit und fünf Jahren Exil.

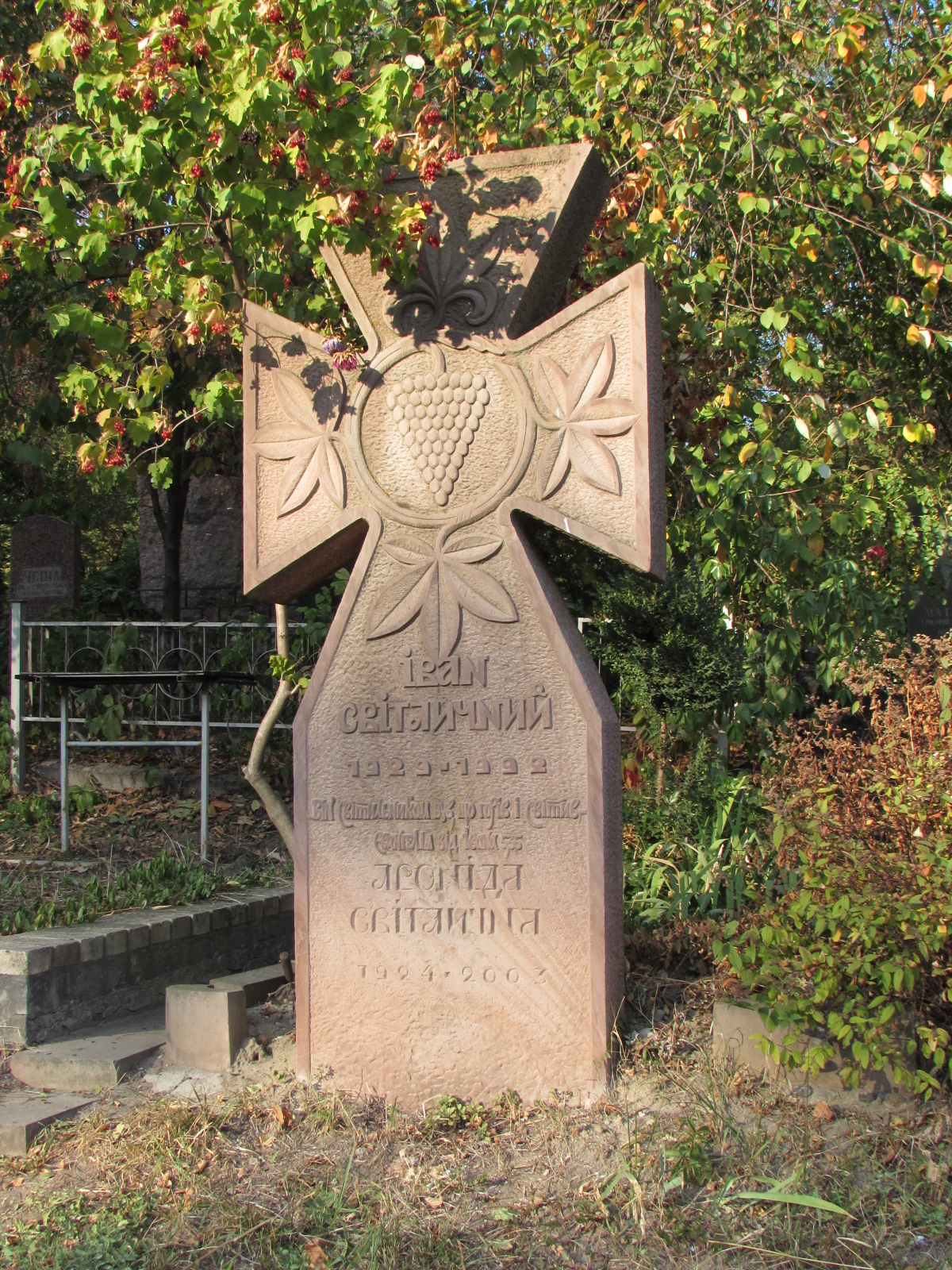
Grab von Iwan Switlytschnyj auf dem Kiewer Baikowe-Friedhof

Der Appell, in dem der Friedensnobelpreisträger Andrei Sacharow 1977 den US-Präsidenten Jimmy Carter um Unterstützung für 15 Dissidenten bat, enthielt auch seinen Namen. Im Arbeitslager erkrankte Switlytschnyj schwer und im Exil erlitt er zwei Schlaganfälle, so dass er nach seiner Freilassung 1984 dauerhaft gelähmt nach Kiew zurückkehrte. Dort starb er 63-jährig und wurde auf dem Kiewer Baikowe-Friedhof beigesetzt.

## Werk
Switlytschnyj übersetzte tschechische, slowakische und französische Literatur ins ukrainische. Während seiner Inhaftierung und im Exil schrieb er Gedichte, die teilweise im westlichen Ausland erschienen. Im Zuge der Perestroika wurden einige seiner Werke und Artikel Ende der 1980er Jahre in der sowjetischen Presse veröffentlicht und 1991 erschien unter dem Titel Serze dlja kul ’i dlja rym/Серце для куль і для рим (deutsch: Ein Herz für Kugeln und Reime) eine Sammlung seiner Gedichte, für die er 1994 posthum mit dem Taras-Schewtschenko-Preis, dem Staatspreis der Ukraine, ausgezeichnet wurde.

## Familie
Iwan Switlytschnyj war der ältere Bruder von Nadija Switlytschna (1936–2006), die ebenfalls Schriftstellerin und Menschenrechtsaktivistin wurde.